# Bodești (okręg Vâlcea)
Bodești – wieś w Rumunii, w okręgu Vâlcea, w gminie Alunu. W 2011 roku liczyła 322 mieszkańców.